# تشيري هيل (نيو جيرسي)
تشيري هيل (بالإنجليزية: Cherry Hill)‏ هي بلدة نيو جيرسي تقع في مقاطعة كامدن في الولايات المتحدة. يقدر عدد سكانها بـ 71,045 نسمة ومساحتها 62.792 كم2 وترتفع عن سطح البحر 11.89 متر.

## المناخ
يظهر الجدول التالي التغييرات المناخية على مدار السنة لتل الكرز:
| البيانات المناخية لـتل الكرز      | البيانات المناخية لـتل الكرز | البيانات المناخية لـتل الكرز | البيانات المناخية لـتل الكرز | البيانات المناخية لـتل الكرز | البيانات المناخية لـتل الكرز | البيانات المناخية لـتل الكرز | البيانات المناخية لـتل الكرز | البيانات المناخية لـتل الكرز | البيانات المناخية لـتل الكرز | البيانات المناخية لـتل الكرز | البيانات المناخية لـتل الكرز | البيانات المناخية لـتل الكرز | البيانات المناخية لـتل الكرز |
| الشهر                             | يناير                        | فبراير                       | مارس                         | أبريل                        | مايو                         | يونيو                        | يوليو                        | أغسطس                        | سبتمبر                       | أكتوبر                       | نوفمبر                       | ديسمبر                       | المعدل السنوي                |
| --------------------------------- | ---------------------------- | ---------------------------- | ---------------------------- | ---------------------------- | ---------------------------- | ---------------------------- | ---------------------------- | ---------------------------- | ---------------------------- | ---------------------------- | ---------------------------- | ---------------------------- | ---------------------------- |
| متوسط درجة الحرارة الكبرى °ف (°م) | 41 (5)                       | 46 (8)                       | 55 (13)                      | 66 (19)                      | 76 (24)                      | 86 (30)                      | 88 (31)                      | 86 (30)                      | 79 (26)                      | 68 (20)                      | 56 (13)                      | 46 (8)                       | 66 (19)                      |
| متوسط درجة الحرارة الصغرى °ف (°م) | 23 (−5)                      | 25 (−4)                      | 32 (0)                       | 41 (5)                       | 50 (10)                      | 60 (16)                      | 65 (18)                      | 63 (17)                      | 56 (13)                      | 44 (7)                       | 36 (2)                       | 28 (−2)                      | 44 (6)                       |
| الهطول إنش (مم)                   | 3.90 (99)                    | 2.95 (75)                    | 4.17 (106)                   | 4.02 (102)                   | 4.36 (111)                   | 3.93 (100)                   | 4.84 (123)                   | 5.18 (132)                   | 4.17 (106)                   | 3.53 (90)                    | 3.51 (89)                    | 3.69 (94)                    | 48.25 (1٬227)                |
| المصدر:                           |                              |                              |                              |                              |                              |                              |                              |                              |                              |                              |                              |                              |                              |

## أعلام
- كريستين ميلوتي
- هارون لازار
- غريغ مارك
- مايك بيبي
- بوبي ريان
- جون ستارلينغ[6]
- جين هارت
- جاي بينيت
- جوي جيارديلو